# Salomo Ntuve
Salomo Ntuve, född 20 november 1988 i Kondoa i Tanzania, är en svensk boxare. Han deltog i sommar-OS i London 2012.

## Resultat

### VM
- 2011: 9:a

### EM
- 2010: kvartsfinal
- 2008: 2:a